# ذخیره‌گاه طبیعی گون-گالوت
ذخیره‌گاه طبیعی گون-گالوت (به لاتین: Gun-Galuut Nature Reserve) یک منطقه حفاظت‌شده در مغولستان است.